# Fonseca (Niterói)
Fonseca é um bairro da Zona Norte do município de Niterói, no Estado do Rio de Janeiro, Brasil. É bastante arborizado, e uma das principais vias de acesso à cidade e à capital do Estado. Predominantemente residencial, o padrão de vida de seus moradores varia entre a classe média e a classe média-baixa.

## Geografia e atualidades
O bairro tem sua geografia localizada no entorno da Alameda São Boaventura que é uma das principais vias da cidade, e é também utilizada como o principal elo de ligação entre a RJ-104 (Niterói-Manilha) e RJ-106 (Rodovia Amaral Peixoto) à capital do Estado, Rio de Janeiro, o município de São Gonçalo e Maricá. É também na Alameda, que está situado Horto Botânico de Niterói. O Bairro possui cerca de 58.000 habitantes, sendo o segundo maior de Niterói. Em fevereiro de 2008, iniciou-se a construção de um corredor viário para organizar o trânsito e melhorá-lo nos horários de pico. A obra foi concluída em março de 2010, com uma melhoria significativa do trânsito na região.

## História
Niterói quando ainda era chamada de Vila Real da Praia Grande, no século XVIII, possuía grandes fazendas cujos sobrenomes dos proprietários acabou ganhando identificação, mais tarde, como nome de bairros. Essa é a história, por exemplo deste bairro. "Seu" Fonseca era José da Fonseca e Vasconcelos, dono de uma das maiores fazendas de cana-de-açúcar da região, que tinha engenho e capelinha. A capela existe até hoje.
A história do município tem passagem marcante por este bairro, que é, sem dúvida o mais tradicional da cidade. Apesar das inúmeras tentativas de degradação, o bairro preserva ainda belíssimos patrimônios do século XVIII, XIX e início do século XX. Ao longo das principais vias é possível encontrar residências, igrejas e escolas em vários estilos arquitetônicos clássicos.

## Principais sub-bairros e ruas de acesso
Sub-bairros
- Bairro Chic
- Palmeiras

Outras localidades
- Teixeira de Freitas
- Largo do Moura
- Riodades
- Santo Cristo
- Maurício de Lacerda
- Morro Seco
- Coréia
- Urubu
- Buraco do Juca
- Quebra
- Granja do Pau Ferro
- Castro
- Vila Oliveira
- Travessa
- Jardim Caiçara
- Rolante
- Mangueirinha
- 5 de Março
- Maravilha
- Pimba
- Bonfim (Bonfim Areal)
- Coelho
- Chapa Quente
- Barreira
- Barreirinha
- Vila Guarani
- Caixa d'Água
- Primor
- Bezerra de Menezes
- São José
- Bernardino
- Eucaliptos (São Feliciano)
- Rala-Coco
- Juca Branco
- Vila Ipiranga

Ruas e Avenidas Principais
- Alameda São Boaventura
- Rua Magnólia Brasil
- Rua Professor João Brasil
- Rua Desembargador Lima e Castro
- Rua 22 de Novembro
- Rua São José
- Rua Leite Ribeiro
- Rua São Januário
- Rua Sá Barreto
- Rua Teixeira de Freitas
- Rua Riodades

## Locais Históricos
- Horto Botânico de Niterói
- Fonseca Atlético Clube
- Ponte Rio-Niterói
- Alameda São Boaventura
- Casa de Oliveira Vianna
- Clube Marajoara
- Colégio Nossa Senhora das Mercês

## Instituições Religiosas
- Paróquia de São Lourenço[3]
- Igreja Batista do Fonseca
- Projeto Água da Vida
- Igreja Metodista Sal da Terra[4]
- LBV[5]
- Paróquia Santo Cristo dos Milagres[6]
- Igreja Batista do Calvário[7]
- Comunidade Evangélica Sara Nossa Terra[8]